# Stone Ocean
Stone Ocean (ストーンオーシャン, Sutōn Ōshan), inicialment anomenat com Dai 6 Bu Kūjō Jolyne: Stone Ocean (第6部 空条徐倫 ―石作りの海―, Dai Roku Bu Kūjō Jorīn Sutōn Ōshan, lit. "Part 6 Kūjō Jolyne: Stone Ocean"), és el sext arc argumental de la història del manga JoJo's Bizarre Adventure. Fou publicada en Weekly Shonen Jump des de 2000 a 2003 i recollida del Vol. 64 al 80 en l'edició de Jump Comics en tankōbon.